# Boninagrion ezoin
Boninagrion ezoin é uma espécie de libelinha da família Coenagrionidae.
É endémica de Japão.